# Bras-d'Asse
Bras-d'Asse är en kommun i departementet Alpes-de-Haute-Provence i regionen Provence-Alpes-Cote d'Azur i sydöstra Frankrike. Kommunen ligger  i kantonen Mézel som ligger i arrondissementet Digne-les-Bains. År 2022 hade Bras-d'Asse 559 invånare.

## Befolkningsutveckling
Antalet invånare i kommunen Bras-d'Asse
Referens: INSEE